# Passavant-la-Rochère
Passavant-la-Rochère est une commune française située dans le département de la Haute-Saône, la région culturelle et historique de Franche-Comté et la région administrative Bourgogne-Franche-Comté.

## Géographie
Passavant-la-Rochère est la commune la plus septentrionale de la région Franche-Comté et du département de la Haute-Saône.

### Climat
Pour des articles plus généraux, voir Climat de la Bourgogne-Franche-Comté et Climat de la Haute-Saône.
En 2010, le climat de la commune est de type climat des marges montargnardes, selon une étude du Centre national de la recherche scientifique s'appuyant sur une série de données couvrant la période 1971-2000. En 2020, Météo-France publie une typologie des climats de la France métropolitaine dans laquelle la commune est dans une zone de transition entre le climat océanique altéré et le climat océanique altéré et est dans la région climatique  Lorraine, plateau de Langres, Morvan, caractérisée par un hiver rude (1,5 °C), des vents modérés et des brouillards fréquents en automne et hiver. 
Pour la période 1971-2000, la température annuelle moyenne est de 10 °C, avec une amplitude thermique annuelle de 17,1 °C. Le cumul annuel moyen de précipitations est de 972 mm, avec 13,7 jours de précipitations en janvier et 9,7 jours en juillet. Pour la période 1991-2020, la température moyenne annuelle observée sur la station météorologique de Météo-France la plus proche, « Venisey », sur la commune de Venisey à 16 km à vol d'oiseau, est de 11,0 °C et le cumul annuel moyen de précipitations est de 850,7 mm. 
La température maximale relevée sur cette station est de 39,7 °C, atteinte le 25 juillet 2019 ; la température minimale est de −17,4 °C, atteinte le 30 décembre 2005,,. 
Les paramètres climatiques de la commune ont été estimés pour le milieu du siècle (2041-2070) selon différents scénarios d'émission de gaz à effet de serre à partir des nouvelles projections climatiques de référence DRIAS-2020. Ils sont consultables sur un site dédié publié par Météo-France en novembre 2022.

## Urbanisme

### Typologie
Au 1er janvier 2024, Passavant-la-Rochère est catégorisée commune rurale à habitat dispersé, selon la nouvelle grille communale de densité à sept niveaux définie par l'Insee en 2022.
Elle est située hors unité urbaine et hors attraction des villes,.

### Occupation des sols
L'occupation des sols de la commune, telle qu'elle ressort de la base de données européenne d’occupation biophysique des sols Corine Land Cover (CLC), est marquée par l'importance des forêts et milieux semi-naturels (63,5 % en 2018), une proportion sensiblement équivalente à celle de 1990 (63,4 %). La répartition détaillée en 2018 est la suivante : 
forêts (59,6 %), prairies (21 %), terres arables (10,9 %), milieux à végétation arbustive et/ou herbacée (3,9 %), zones urbanisées (3,4 %), zones agricoles hétérogènes (1,2 %). L'évolution de l’occupation des sols de la commune et de ses infrastructures peut être observée sur les différentes représentations cartographiques du territoire : la carte de Cassini (XVIIIe siècle), la carte d'état-major (1820-1866) et les cartes ou photos aériennes de l'IGN pour la période actuelle (1950 à aujourd'hui).

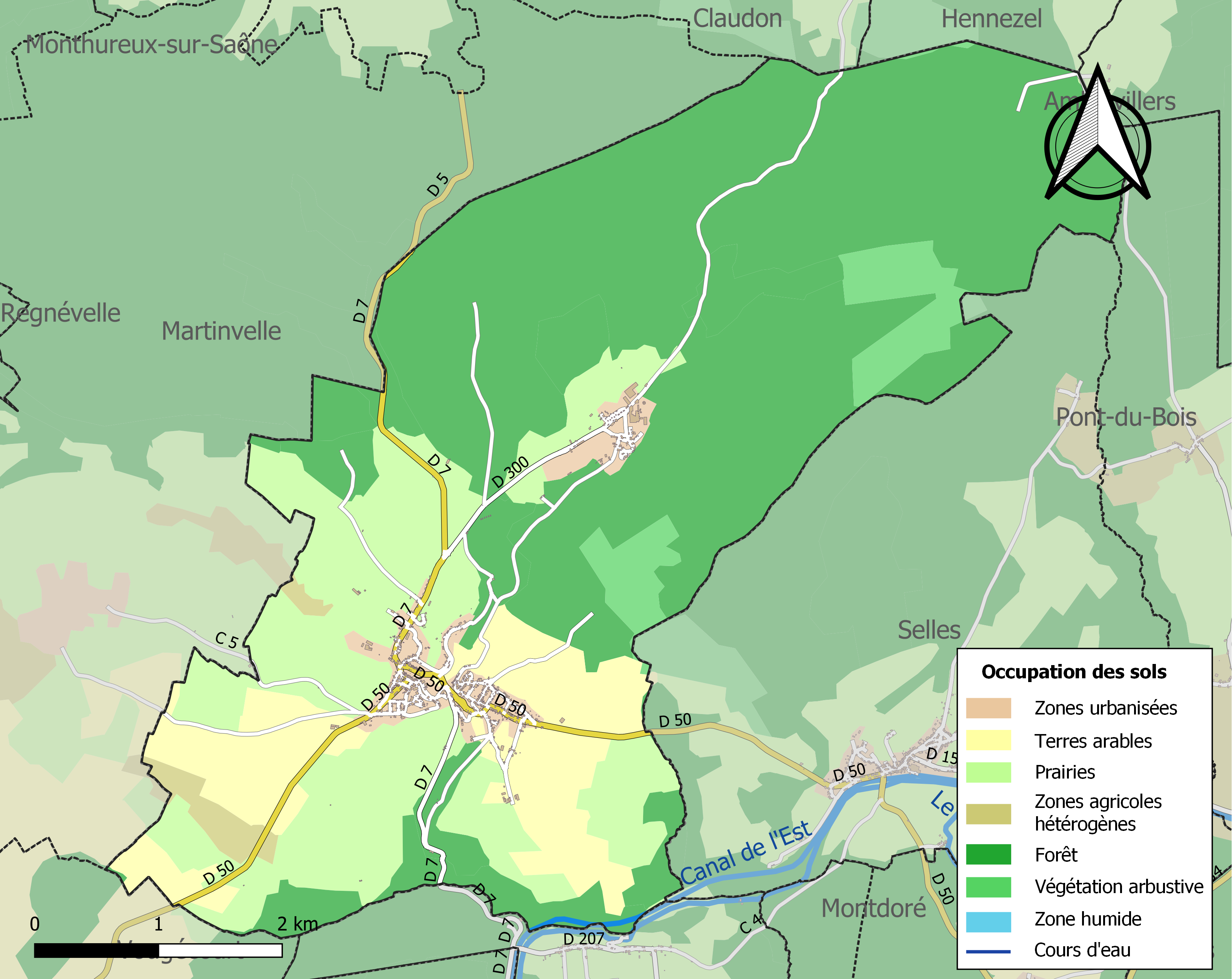
Carte des infrastructures et de l'occupation des sols de la commune en 2018 (CLC).

## Toponymie
En toponymie, passavant, en ancien français, a peut-être le sens de « supérieur, situé en haut » par rapport à des vaux. Impératif de l'oïl passe avant « aie plus de valeur , sois supérieur », probablement pour désigner avantageusement une fortification.

Pour Passavant-la-Rochère et Passavant-en-Argonne, le lien est peut-être direct avec le cri de guerre des comtes de Champagne « Passe avant li meillor ». Les sires champenois de Passavant ayant hérité leur sobriquet de leurs prouesses militaires et donné leur nom à leur terre.
La Rochère est le nom d'un hameau ; pas de formes anciennes connues ; probablement dérivé de l’ancien français rochere (« roche ») → voir Saint-Cyr-la-Roche. C'est un toponyme désignant une petite roche, le terme roche ayant le plus souvent en toponymie le sens de forteresse construite sur un rocher.

## Histoire
On a relevé dans la forêt les traces de la voie romaine allant de Besançon aux Vosges par Scey-sur-Saône et Corre.
Dès le premier tiers du XVIIe siècle et durant un certain temps, la commune eut une vocation industrielle, il y existait un établissement métallurgique.
Passavant fut longtemps contesté et disputé entre le Comté de Bourgogne et le duché de Lorraine. D'abord rattachée au département des Vosges, la Commune obtient rapidement son rattachement à la Haute-Saône par une Loi du 3 août 1790.

## Héraldique
|  | Les armes de la commune se blasonnent ainsi : De gueules aux deux fasces d’or accompagnées de neuf merlettes du même ordonnées en orle. |

## Politique et administration

### Rattachements administratifs et électoraux
La commune fait partie de l'arrondissement de Lure du département de la Haute-Saône, en région Bourgogne-Franche-Comté. Pour l'élection des députés, elle dépend de la première circonscription de la Haute-Saône.
Passavant-la-Rochère fait partie depuis 1801 du canton de Jussey. Dans le cadre du redécoupage cantonal de 2014 en France, le territoire de ce canton s'étend, passant de 22 à 65 communes.

### Intercommunalité
Passavant-la-Rochère était membre de la communauté de communes Saône et Coney, créée le 26 décembre 2002.
Dans le cadre du schéma départemental de coopération intercommunale approuvé en décembre 2011 par le préfet de Haute-Saône, et qui prévoit notamment la fusion de cette intercommunalité, de la communauté de communes Saône et Coney et de la communauté de communes du val de Semouse, la commune est membre depuis le 1er janvier 2014 de la communauté de communes de la Haute Comté.

### Liste des maires
| Période                                  | Période  | Identité               | Étiquette   | Qualité |
| ---------------------------------------- | -------- | ---------------------- | ----------- | --- |
| Les données manquantes sont à compléter. |          |                        |             | |
| 1878                                     | 1897     | Joseph-Gabriel Mercier | Républicain | Maître verrier, député, président du Conseil Général |
| 1999                                     | En cours | Michel Désiré          | PS          | Conseiller général du canton de Jussey (2004 → 2015) Vice-président du conseil général (2008 → 2015) Vice-président de la CC de la Haute Comté (2014 → ) Réélu pour le mandat 2014-2020, |

## Démographie
En 2022, la commune de Passavant-la-Rochère comptait 537 habitants. À partir du XXIe siècle, les recensements réels des communes de moins de 10 000 habitants ont lieu tous les cinq ans. Les autres « recensements » sont des estimations.
| 1793  | 1800  | 1806  | 1821  | 1831  | 1836  | 1841  | 1846  | 1851  |
| ----- | ----- | ----- | ----- | ----- | ----- | ----- | ----- | ----- |
| 1 010 | 1 111 | 1 084 | 1 160 | 1 332 | 1 368 | 1 469 | 1 740 | 1 805 |

| 1856  | 1861  | 1866  | 1872  | 1876  | 1881  | 1886  | 1891  | 1896  |
| ----- | ----- | ----- | ----- | ----- | ----- | ----- | ----- | ----- |
| 1 558 | 1 660 | 1 857 | 1 540 | 1 484 | 1 469 | 1 862 | 1 475 | 1 425 |

| 1901  | 1906  | 1911  | 1921  | 1926  | 1931  | 1936  | 1946  | 1954  |
| ----- | ----- | ----- | ----- | ----- | ----- | ----- | ----- | ----- |
| 1 380 | 1 347 | 1 361 | 1 215 | 1 346 | 1 325 | 1 298 | 1 119 | 1 163 |

| 1962  | 1968  | 1975  | 1982  | 1990 | 1999 | 2005 | 2006 | 2010 |
| ----- | ----- | ----- | ----- | ---- | ---- | ---- | ---- | ---- |
| 1 220 | 1 210 | 1 182 | 1 095 | 874  | 803  | 727  | 725  | 659  |

| 2015 | 2020 | 2022 | - | - | - | - | - | - |
| ---- | ---- | ---- | - | - | - | - | - | - |
| 616  | 563  | 537  | - | - | - | - | - | - |

## Lieux et monuments
On peut voir les vestiges d'une forteresse appelée « le camp des Suédois », datant de la guerre de Trente Ans et ce sont les pierres de ses remparts qui ont servi à la construction du village. Passavant-la-Rochère possède la plus ancienne verrerie de tradition de France, fondée en 1475. Elle fut fondée par les gentilshommes verriers venus de Bohême pour exercer leur art en forêt de Darney et dans la vallée de l'Ourche. Le hallier reçoit plus de 120 000 visiteurs par an.
Le viaduc, l'église (qui contient notamment une statue de Vierge de l'Apocalypse du XVIIIe siècle), le château, les tours de l'ancien château, la verrerie de La Rochère (la plus ancienne verrerie en activité en France), la salle polyvalente (ancienne tuilerie), l'Étang Neuf, la chapelle Saint-Antoine.

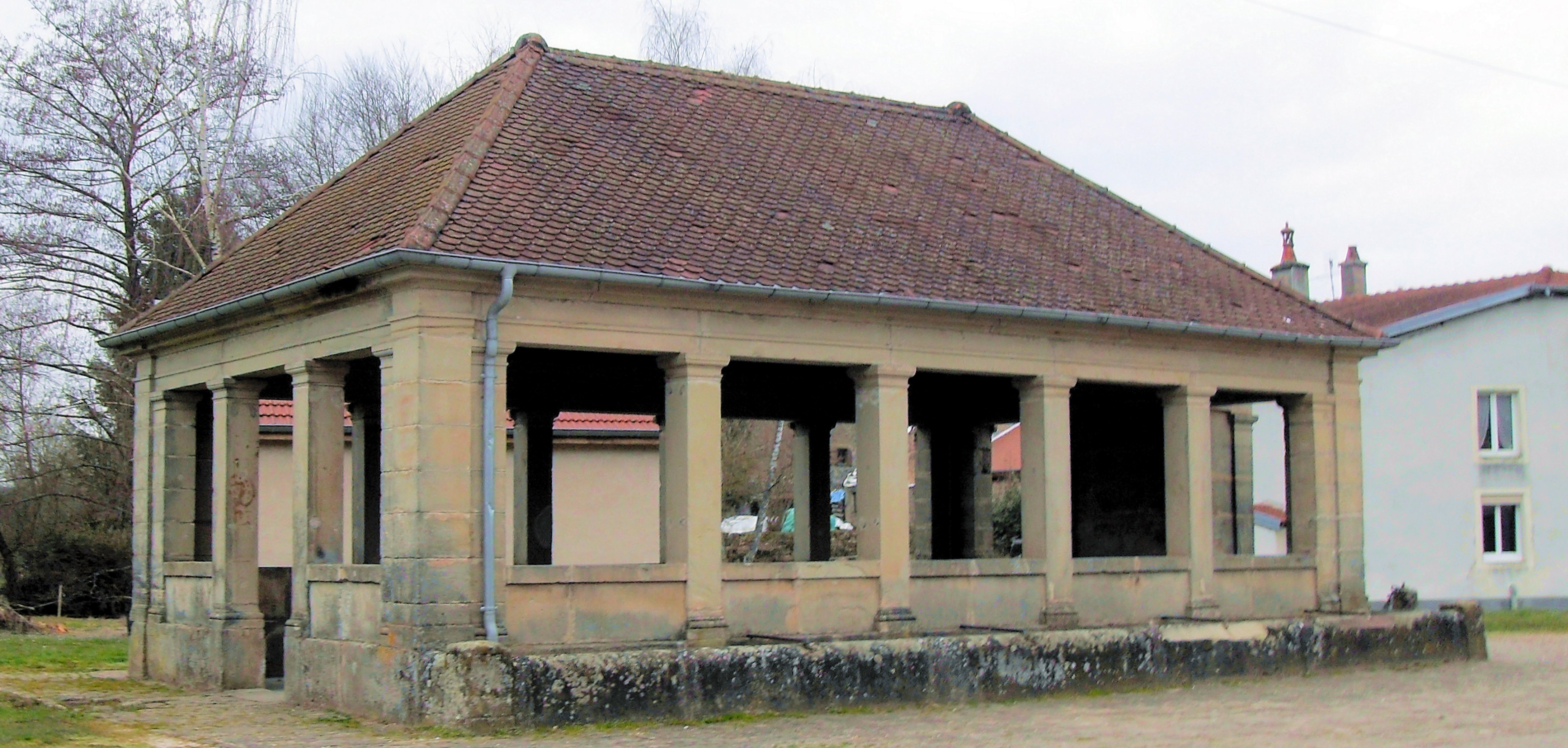
Lavoir.
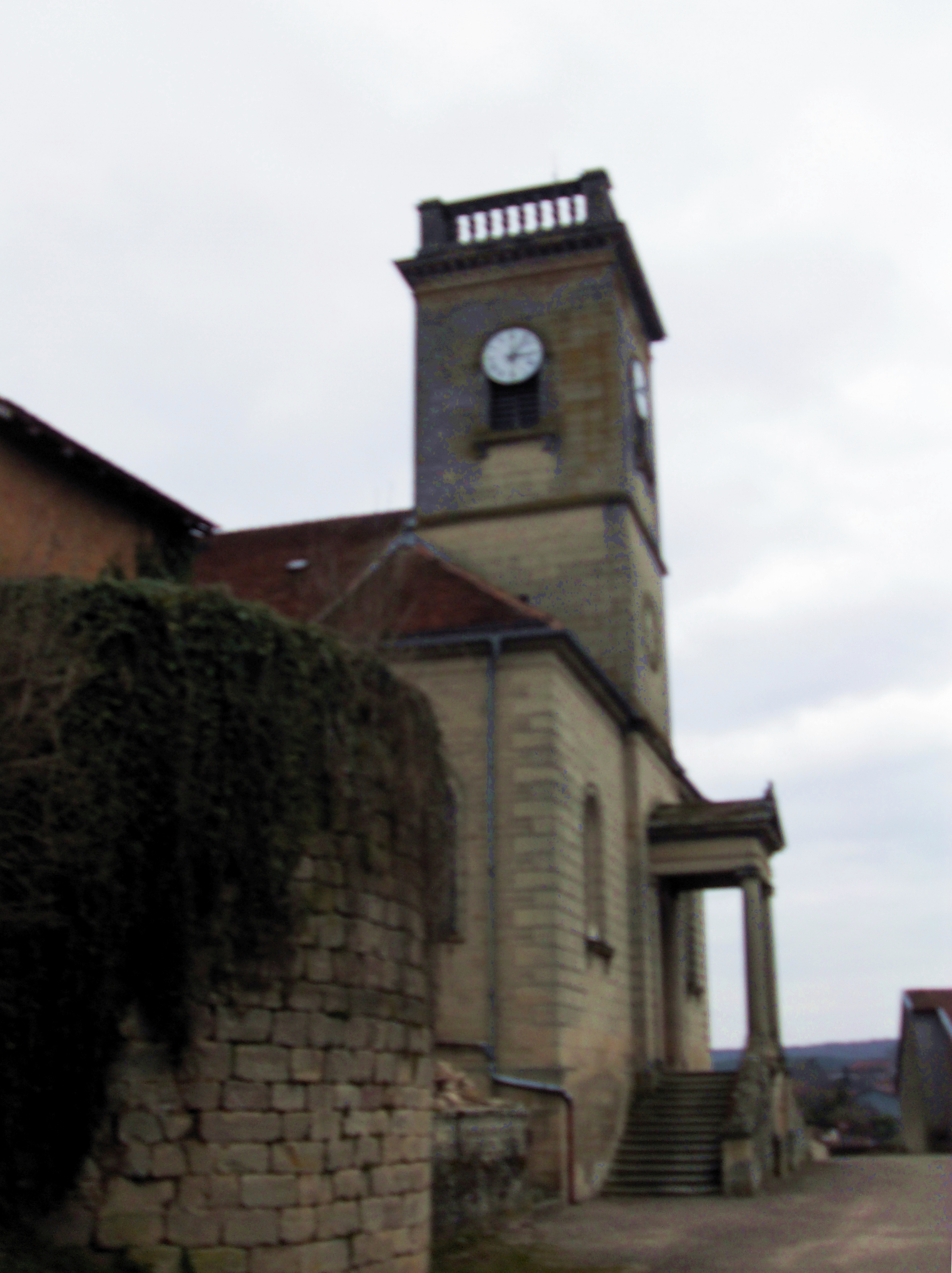
Église Notre-Dame.
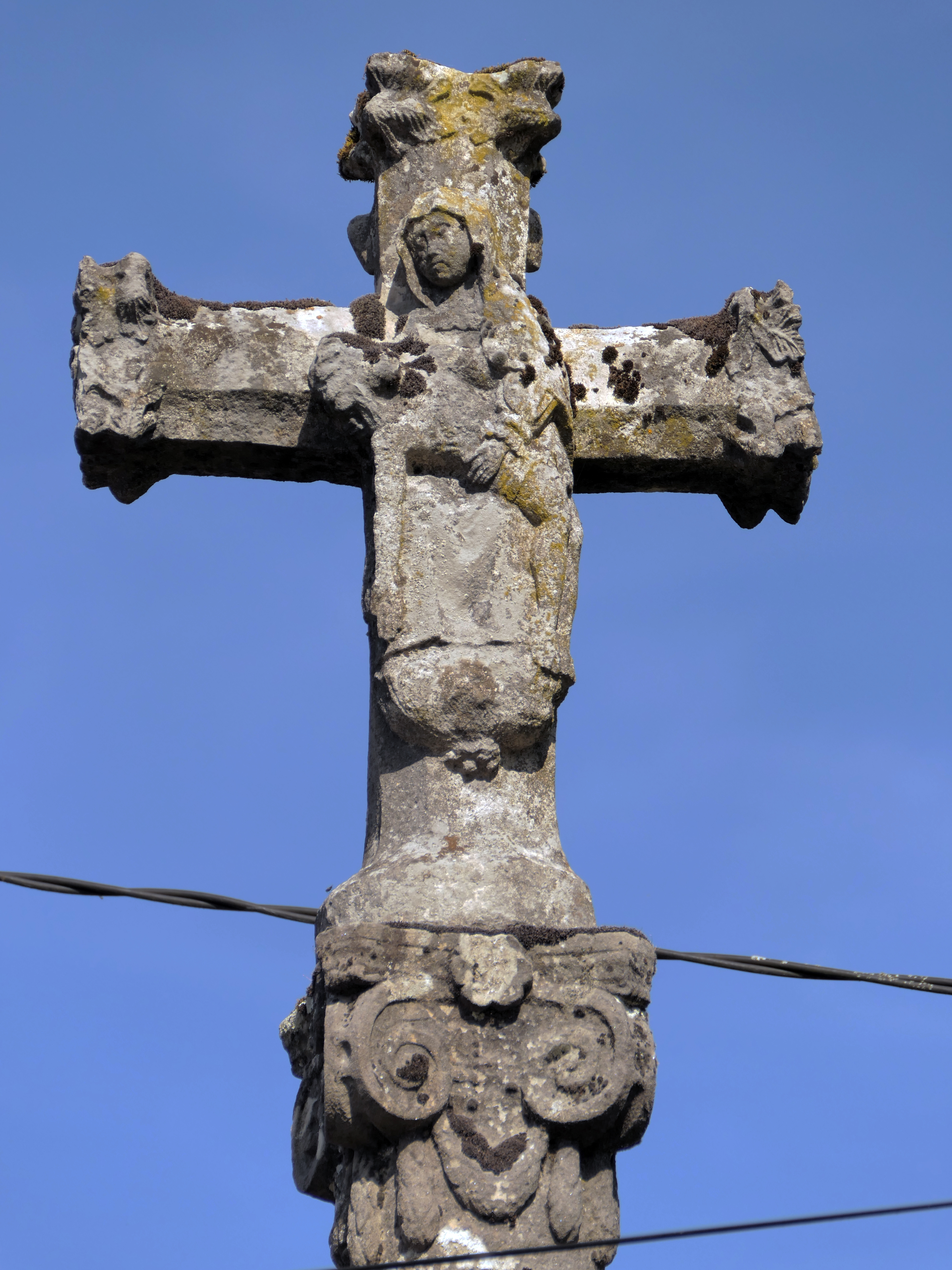
Calvaire
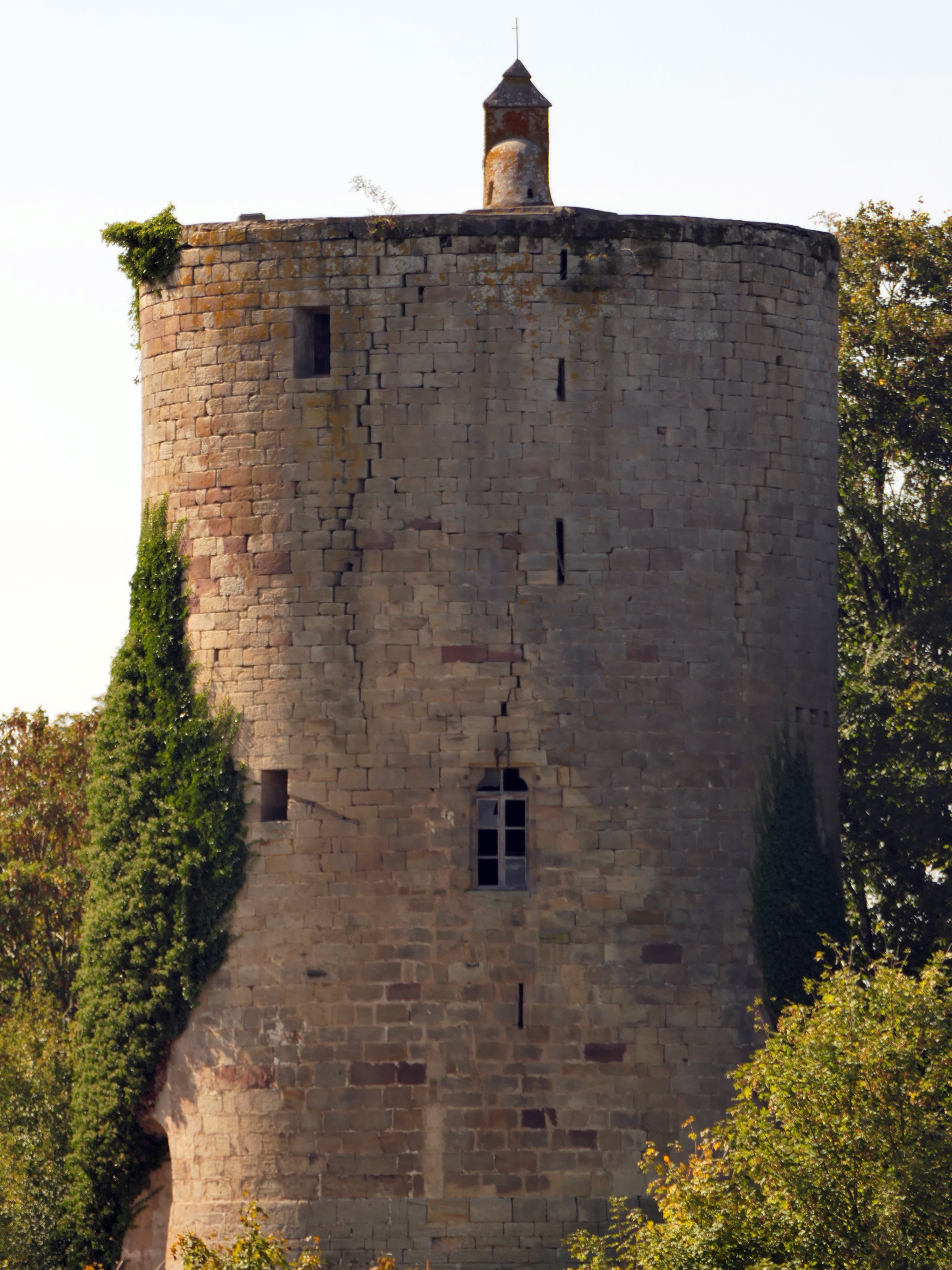
Tour médiévale
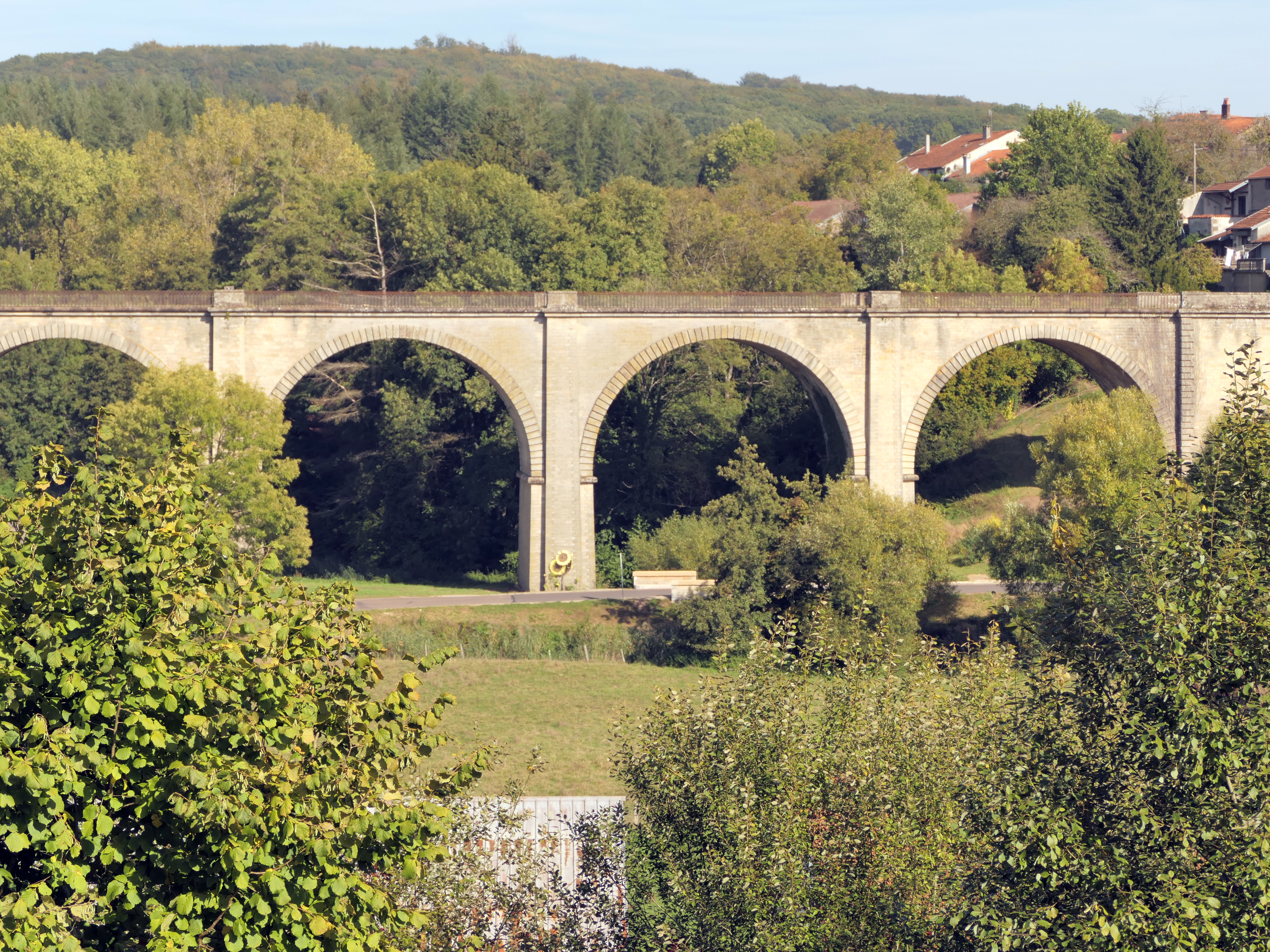
Viaduc

## Personnalités liées à la commune
- Joseph Mercier, homme politique.
- Rachel Kolly d'Alba, violoniste suisse.